# Katedra św. Zofii w Kijowie
Katedra św. Zofii w Kijowie – najstarsza, historyczna katedra łacińska w Kijowie, siedziba biskupstwa Kościoła katolickiego w diecezji kijowskiej, należącej od 1412 do metropolii lwowskiej.
Katedra położona była w dzielnicy Kijowa Padole, przy klasztorze Dominikanów.

## Historia
Budowę pierwszej drewnianej katedry pw. św. Zofii w Kijowie należy łączyć z wprowadzeniem organizacji kościelnej na Rusi Kijowskiej. Już w czasach księcia Włodzimierza istniała w Kijowie drewniana katedra, która spłonęła w 1017 roku. Najwcześniejsze wzmianki o świątyni pochodzą z kroniki Thietmara, która omawia wkroczenie wojsk Bolesława Chrobrego i Światopełka I do Kijowa w roku 1018, wspomina też, że „monasterio Sophiae”, zostało spalone w roku poprzednim.
Drewnianą katedrę w Kijowie wspomniano w lustracji z 1569. W XVI w. bp kijowski Józef Wereszczyński wzniósł nową drewnianą katedrę w Kijowie w dynamicznie rozwijającej się części miasta zwanej Padół, w jurydyce zwanej Biskupie. W tym czasie katedra nie miała żadnych kanoników, a wg Ericha Lassoty von Steblau „a Kijów sam ma budynki drewniane, otaczają go nie mury, ale wały”.
Wkrótce po wyjeździe Ericha Lassoty nowy biskup kijowski Kazimierz Kazimirski, przystąpił do budowy nowej świątyni, którą wzniesiono w latach 1614–1633. W 1724 roku władze rosyjskie zamieniły katedrę św. Zofii na cerkiew pod wezwaniem śś. Piotra i Pawła.
Około 1920 cerkiew śś. Piotra i Pawła została zamknięta dla kultu. Od 1930 ten budynek był używany jako magazyn Archiwum Głównego Akt Ukrainy. Informacje na temat okoliczności zniszczenia tego zabytku nie są jasne. Kościół i dzwonnica miały zostać rozebrane w 1935 roku.